# Haogang
Haogang (kinesiska: 郝岗, 郝岗乡) är en socken i Kina. Den ligger i provinsen Henan, i den centrala delen av landet, omkring 130 kilometer sydost om provinshuvudstaden Zhengzhou. Antalet invånare är 32 397. Befolkningen består av 16 582 kvinnor och 15 815 män. Barn under 15 år utgör 27,0 %, vuxna 15-64 år 62 %, och äldre över 65 år 10,0 %.
Genomsnittlig årsnederbörd är 863 millimeter. Den regnigaste månaden är juli, med i genomsnitt 176 mm nederbörd, och den torraste är januari, med 7 mm nederbörd.